# 大谷一雄
大谷 一雄（おおたに かずお、1902年9月8日 - 1985年6月28日）は、日本の実業家。住友化学元社長。富山県出身。

## 来歴
1928年に京都帝国大学法学部を卒業し、住友合資本社に入社した。
1935年に住友化学工業に転職、1944年から1946年まで住友金属工業で勤務したのち、1946年に住友化学工業に復帰し、1956年から専務を務め、1963年2月から1965年2月まで社長を務めた。
関西経済同友会幹事や全日本剣道連盟顧問、副会長なども務めた。
1963年11月に藍綬褒章を受章し、1972年11月に勲二等瑞宝章を受章。
1985年6月28日心筋梗塞のために大阪市内の病院で死去。